# 理由別長期欠席者数
理由別長期欠席者数（りゆうべつちょうきけっせきしゃすう）とは、「小学校」「中学校」「中等教育学校の前期課程」などにおける、在籍者の長期欠席の理由を事項別に集計したものである。

## 概要
理由別長期欠席者数は、統計法に基づいて文部科学省が実施する学校基本調査の統計項目の一つである。「小学校」「中学校」「中等教育学校の前期課程」において、原則として、年度間（1年間）に30日以上欠席した児童・生徒をそれぞれ理由別に集計する。

## 種類
欠席理由は、次によることとなっている。また、欠席理由が2つ以上あるときは、主な理由が1つ選ばれる。
病気
病気は、本人の心身の故障等（けがを含む。）により、入院、通院、自宅療養等のため、長期欠席した者の数である。（なお、自宅療養とは、医療機関の指示がある場合のほか、自宅療養を行うことが適切であると児童生徒本人の周囲の者が判断する場合も含まれる。）
経済的理由
経済的理由は、家計が苦しくて教育費が出せないとか、児童生徒が働いて家計を助けなければならない等の理由で長期欠席した者の数である。
不登校
不登校は、何らかの心理的、情緒的、身体的、あるいは社会的要因・背景により、児童・生徒が登校しないあるいはしたくともできない状況にある者（ただし，「病気」や「経済的な理由」による者を除く。）の数である。
なお、欠席状態が長期に継続している理由が、学校生活上の影響、あそび・非行、無気力、不安、など情緒的混乱、意図的な拒否、および、これらの複合等であるものとされている。
その他
その他は、以上の「病気」「経済的理由」「不登校」のいずれにも該当しない理由により長期欠席した者の数である。

## 脚註
1. ↑  http://www.mext.go.jp/b_menu/toukei/001/06020203/012/002.pdf 平成20年度 学校基本調査の手引